# Rajko Tavčar
Rajko Tavčar, slovenski nogometaš, * 21. julij 1974, Kranj.

## Reprezentančna kariera
Za Slovenijo je Tavčar prvič zaigral na tekmi proti Češki, 16. avgusta 2000 v Ostravi. Nastopil je tudi na Svetovnem prvenstvu v nogometu 2002.

### Nastopi za reprezentanco
Scores and results list Slovenia's goal tally first.
| # | Datum      | Tekma                                     | Nasprotnik   | Rezultat | Njegovi zadetki | Igralni čas | Vrsta tekme                      |  |
| - | ---------- | ----------------------------------------- | ------------ | -------- | --------------- | ----------- | -------------------------------- |  |
| 1 | 16.08.2000 | Ostrava, Češka                            | Češka        | 0-1      | 0               | 44'         | Prijateljska tekma               |  |
| 2 | 11.10.2000 | Stadion Bežigrad, Ljubljana               | Švica        | 2-2      | 0               | 45'         | Kvalifikacijska tekma za SP 2002 |  |
| 3 | 28.02.2001 | Stadion Bonifika, Koper                   | Urugvaj      | 0-2      | 0               | 32'         | Prijateljska tekma               |  |
| 4 | 15.08.2001 | Stadion Bežigrad , Ljubljana              | Romunija     | 2-2      | 0               | 45'         | Prijateljska tekma               |  |
| 5 | 06.10.2001 | Stadion Bežigrad, Ljubljana               | Ferski otoki | 3-0      | 0               | 35'         | Kvalifikacijska tekma za SP 2002 |  |
| 6 | 15.02.2002 | Hongkong                                  | Kitajska     | 0-0      | 0               | 20'         | Prijateljska tekma               |  |
| 7 | 15.06.2002 | Jeju – Stadion SP, Seogwipo, Južna Koreja | Paragvaj     | 1-3      | 0               | 90'         | Tekma na SP 2002                 |  |